# Apotheosis (film)
Apotheosis è un cortometraggio del 1970 diretto da Yōko Ono e John Lennon.

## Descrizione
Il film, della durata di diciassette minuti, è interamente costituito dal viaggio di un pallone aerostatico che sale in cielo e alla fine sparisce tra le nuvole. Lennon e Ono appaiono all'inizio del film vestiti con delle cappe nere.

## Produzione

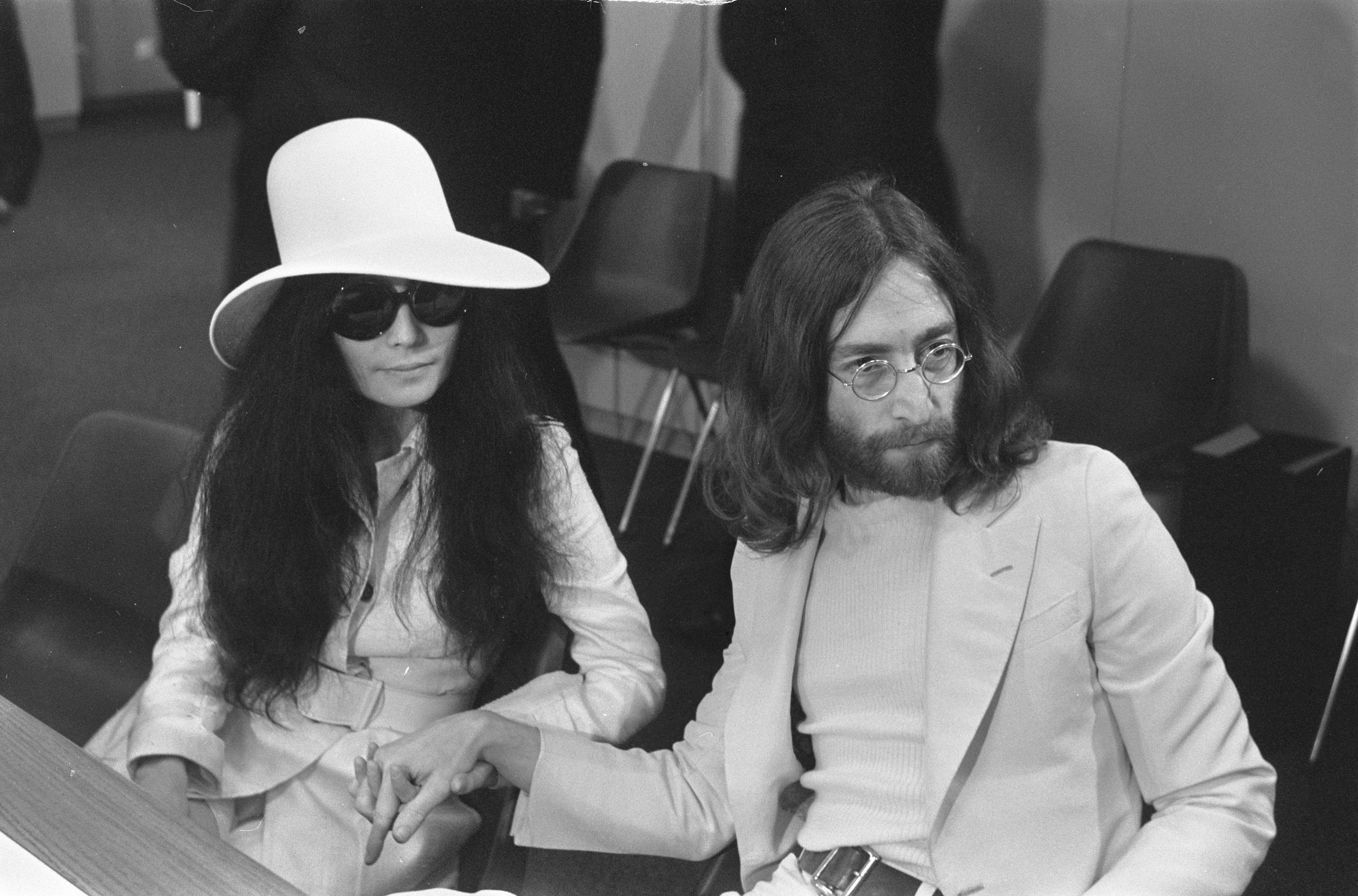
I registi del cortometraggio Yoko Ono e John Lennon nel 1969

Il film venne girato presso il villaggio di Lavenham nel Suffolk nell'Inghilterra orientale; la coppia decise di scartare un primo tentativo fatto nella città di Basingstoke, Hampshire. Lennon e Ono arrivarono al Market Place di Lavenham nella loro Rolls-Royce bianca guidata dall'autista, e soggiornarono lì vicino presso il Bull Hotel a Long Melford prenotando una camera sotto falso nome come "Mr & Mrs Smith". La coppia era accompagnata da una troupe cinematografica che stava girando un documentario per la BBC, The World of John and Yoko, poi trasmesso nel periodo natalizio nel 1969.
Un'impresa edile locale, la W A Deacon & Sons, eresse un'impalcatura per assicurare il pallone aerostatico prima del decollo. Gli operai aiutarono anche la salita di Lennon e Ono dentro e fuori dal cesto del pallone. Una fotografia di Lennon e Ono a bordo del pallone finì sulla prima pagina dell'East Anglian Daily Times il lunedì successivo. La coppia scese poco prima del decollo del pallone.
Nic Kowland, frequente collaboratore tecnico dei film della Ono, la aiutò circa gli aspetti puramente tecnici del film. L'idea per il soggetto scaturì dalle discussioni avute da John & Yoko mentre realizzavano la copertina dell'album Unfinished Music No.1 - Two Virgins.
Il permesso per far volare il pallone aerostatico fu concesso dal Ministero della Difesa e dal consiglio comunale di Lavenham Parish. Il consiglio comunale era stato contattato dalla Apple Corps due giorni prima delle riprese per chiedere il permesso. In un'intervista del 2010 Yoko Ono disse che girare il film a Lavenham fu "veramente bello" e che le piacerebbe molto tornarci "anche se non sarebbe la stessa cosa senza John". In precedenza la coppia aveva diretto i film Rape e Fly e avrebbe di lì a poco collaborato in Up Your Legs Forever.

## Accoglienza
Nel 1972 il critico Jonas Mekas descrisse la scena del film dove l'inquadratura della telecamera sale oltre le nuvole con queste parole: «Improvvisamente il paesaggio di nuvole si apriva come un'enorme poesia, si potevano vedere le cime delle nuvole, tutte meravigliosamente avvolte dal sole, che si estendevano all'infinito... ».
Nel 1971 il cortometraggio venne presentato fuori concorso alla 24ª edizione del Festival di Cannes.